# 日本ダム史年表
日本ダム史年表では、日本のダム事業の歴史を年表形式として、一括して掲載する（詳細な記述に関しては日本のダムの歴史を参照）。

## 年表
| 年代   | 出来事 |
| ------ | --- |
| 616年  | この頃、日本最初のダムである狭山池（大阪府大阪狭山市）が完成する（616年伐採の木材を使用）。                                      |
| 664年  | 中大兄皇子（後の天智天皇）、筑紫野に御笠川を堰き止め水城を建設。軍事目的でのダム建設事例では初。                                 |
| 731年  | 行基、播磨に昆陽池（兵庫県伊丹市）を建設。有史初の多目的小堰堤（洪水調節・灌漑）。                                               |
| 732年  | 狭山池、行基の総指揮の下で大改修を行う。                                                                                         |
| 821年  | 満濃池（香川県まんのう町）、弘法大師空海の指揮下で再建・改修される。                                                             |
| 1128年 | 大和で大門池（奈良県生駒郡三郷町）が完成。高さ32.0メートルはその後14世紀末まで世界一。                                           |
| 1202年 | 狭山池、重源の総指揮の下で大改修を行う。                                                                                         |
| 1582年 | 羽柴秀吉、備中国高松城攻略で足守川を人工的に堰き止める（高松城水攻め）。                                                         |
| 1585年 | 羽柴秀吉、紀州征伐・第二次太田城の戦いで紀の川を人工的に堰き止める（太田城水攻め）。                                             |
| 1590年 | 石田三成、小田原征伐－忍城攻めで荒川を人工的に堰き止めるが、大雨でダム決壊し失敗。                                               |
| 1608年 | 豊臣秀頼、家老の片桐且元に命じて狭山池を改修する。                                                                               |
| 1631年 | 讃岐高松藩主・生駒高俊、外祖父藤堂高虎の援助を受け満濃池の改修を行う。                                                           |
| 1868年 | 入鹿池（愛知県）、豪雨により決壊（入鹿切れ）。日本ダム史上最悪の決壊事故で941人死亡。                                            |
| 1882年 | 工部省工部技監・大鳥圭介、日本で初となるダム技術解説書『堰堤築法新按』を翻訳・刊行する。                                         |
| 1891年 | 日本最初の水道専用ダム、本河内高部ダムが長崎市に完成する。                                                                       |
| 1900年 | 日本最初の重力式コンクリートダム、布引五本松ダム（生田川）が神戸市に完成する。                                                   |
| 1911年 | 電気事業法施行。これ以降全国の河川で水力発電事業が着手される。                                                                   |
| 1918年 | 日本最初の民間企業所有ダム、千歳第三ダム（千歳川）が王子製紙株式会社の手により完成する。                                         |
| 1918年 | 庄川流木事件。庄川の流木権を巡り庄川電力と飛州木材が激しい対立闘争を起こす（~1933年）                                            |
| 1919年 | 関東水電（東京電力の前身）、尾瀬沼に水力発電用のダムを建設する尾瀬原ダム計画を立案する。                                         |
| 1923年 | 日本最初のバットレスダム、笹流ダム（笹流川）が函館市に完成する。                                                                 |
| 1924年 | 大井ダム（木曽川）が完成。初めて堤高が50mを超え、大ダム時代の幕開けとなる。                                                      |
| 1924年 | 宮田用水事件。大井ダム建設に端を発する宮田用水の取水問題。慣行水利権を巡り大同電力と下流農民が争う（~1939年）                    |
| 1928年 | 小諸発電所第一調整池決壊事故（長野県）。7人が死亡する大惨事となる。                                                              |
| 1930年 | 日本唯一の五連マルチプルアーチダム、豊稔池ダム（香川県観音寺市）が完成する。                                                     |
| 1930年 | 小牧ダム（庄川）が完成。日本初の大規模機械化施工技術による建設が行われる。                                                       |
| 1933年 | 沖浦ダム（浅瀬石川）、多目的ダムとして日本で初めて施工が開始される。                                                             |
| 1935年 | 河川堰堤規則・発電用高堰堤規則発令。高さ15メートル以上というダムの基準が日本で初出。                                             |
| 1935年 | 内務省、物部長穂の提言を受け全国7河川1湖沼において「河水統制事業」に着手。河川総合開発事業のはしりとなる。                       |
| 1937年 | 三滝ダム（鳥取県智頭町）が完成。以後、日本においてバットレスダムは建設されなくなる。                                             |
| 1938年 | 戦前では堤高が日本一の塚原ダム（耳川）が完成する。                                                                               |
| 1938年 | 第1次近衛内閣、電力管理法を施行。日本発送電株式会社が発足し発電用ダムが全て国家管理される。                                      |
| 1940年 | 向道ダム（錦川）、多目的ダムとして日本で初めて完成、供用される。                                                                 |
| 1941年 | 田瀬ダム（猿ヶ石川）が内務省により着工。直轄ダム第1号となる。                                                                    |
| 1941年 | 幌内ダム決壊事故（幌内川・北海道）。60人が死亡する大惨事となる。                                                                 |
| 1943年 | 雨竜第一ダム（雨竜川）が完成。日本最大の湛水面積を誇る朱鞠内湖が誕生する。                                                       |
| 1944年 | 小磯内閣、決戦非常措置要領発令。ほぼ全てのダム事業が強制的に中断される。                                                         |
| 1945年 | 農林省が組織改組に伴い、設置される。                                                                                             |
| 1947年 | 北上川総合開発事業が着手。石淵ダム（胆沢川）を皮切りに北上川五大ダムの建設が始まる。                                             |
| 1947年 | 農林省による国営土地改良事業が九頭竜川・加古川・大井川・野洲川で開始される。                                                     |
| 1948年 | 建設省（発足当時は建設院）が発足する。                                                                                           |
| 1949年 | 「河川改訂改修計画」発表。全国7水系で多目的ダムによる洪水調節を河川改修に編入。                                                  |
| 1949年 | 北海道開発庁と現地執行機関である北海道開発局が発足。石狩川水系の総合開発計画がスタートする。                                     |
| 1950年 | 第3次吉田内閣、国土総合開発法施行。全国で河川総合開発事業が計画され、ダム建設・計画が活発化する。                                |
| 1951年 | 特定地域総合開発計画事業策定。北上・只見など22地域が指定され、重点的な地域総合開発が行われる。                                   |
| 1951年 | 電気事業再編成令により日本発送電が全国9地域の電力会社に分割・民営化。所有の発電用ダムも各電力会社に分配される。                  |
| 1952年 | 日本最初のロックフィルダムである小渕ダム（久々利川）が完成する。                                                                 |
| 1952年 | 電源開発促進法施行。特殊法人である電源開発株式会社が発足する。                                                                   |
| 1953年 | 日本最初のアーチ式コンクリートダムである三成ダム（斐伊川）が完成する。                                                           |
| 1953年 | 夜明ダム決壊事故（筑後川。福岡県・大分県）。昭和28年西日本水害によりダム両岸から洪水が越流し決壊。                               |
| 1953年 | 大正池決壊事故（玉川・京都府）。南山城豪雨による集中豪雨で決壊。105人が死亡する大惨事。                                          |
| 1954年 | 日本最初のコンバインダムである石羽根ダム（和賀川）が完成する。                                                                   |
| 1955年 | 丸山ダム（木曽川）や上椎葉ダム（耳川）が完成し、堤高100m級のダム建設が本格化する。                                               |
| 1956年 | 通商産業省、「第四次発電水力調査」を実施。水力電源開発計画が河川総合開発事業に組み込まれるようになる。                           |
| 1956年 | 当時世界第10位の堤高を誇る、佐久間ダム（天竜川）が完成する。記念切手も発売される。                                               |
| 1957年 | 特定多目的ダム法施行。 |
| 1957年 | 日本最初の中空重力式コンクリートダムである井川ダム（大井川）が完成する。                                                         |
| 1957年 | 当時世界最大の水道用ダムである小河内ダム（多摩川）が完成する。記念切手も発売される。                                             |
| 1958年 | 松原ダム（筑後川）・下筌ダム（津江川）建設開始に反対する室原知幸ら住民、「蜂の巣城紛争」を起こす（～1972年）。                   |
| 1959年 | 国際復興開発銀行の融資を受け北陸電力の「常願寺川有峰発電計画」根幹事業・有峰ダム（和田川）が完成する。                           |
| 1960年 | 奥只見ダム（只見川）が完成。重力式コンクリートダムとしては日本一の規模を誇る。                                                   |
| 1961年 | 御母衣ダム（庄川）が完成。日本造園史に残る「荘川桜」の移植工事に成功する。                                                       |
| 1961年 | 北海道開発局が計画していた「赤岩ダム計画」（鵡川）、占冠村住民の反対により白紙撤回。大規模多目的ダム事業の白紙撤回例としては初。 |
| 1962年 | 水資源開発促進法・水資源開発公団法施行に伴い水資源開発公団発足。利根川水系・淀川水系が水資源開発水系に指定される。               |
| 1962年 | 「公共用地の取得に伴う損失補償基準要綱」が閣議決定、用地取得に関する補償制度の整備が始まる。                                     |
| 1963年 | 日本最高の堤高（186メートル）を誇る黒部ダム（黒部川）が完成する。                                                                |
| 1964年 | 新「河川法」施行。一級水系・二級水系の河川管理体系が整備され、ダムの定義も堤高15m以上と定められる。                              |
| 1964年 | 筑後川水系、水資源開発促進法に基づく水資源開発水系に指定される。                                                                 |
| 1964年 | 東京都大渇水（東京砂漠）で政府、利根川からの緊急取水を行う。これ以後利根川上流ダム群の建設・計画が本格化する。                   |
| 1964年 | 品木ダム（湯川）を中心とした「吾妻川水質中和事業」が稼動し吾妻川の水質が改善される。                                             |
| 1965年 | 木曽川水系、水資源開発促進法に基づく水資源開発水系に指定される。                                                                 |
| 1966年 | 吉野川水系、水資源開発促進法に基づく水資源開発水系に指定される。                                                                 |
| 1967年 | 八ッ場ダム（吾妻川）・川辺川ダム（川辺川）の実施計画調査が開始される。                                                           |
| 1967年 | 補助治水ダム事業発足。洪水調節のみを目的とする都道府県営ダム事業に対し国庫補助を行う制度が整備される。                           |
| 1967年 | 「公共用地の取得に伴う公共補償基準要綱」が閣議決定。道路等公共施設に関する補償制度が整備される。                                 |
| 1967年 | 和知ダム第三ゲート崩壊事故（由良川・京都府）。ゲート支柱の強度不足により突然ゲートが崩壊し湖水が全て流出。                       |
| 1968年 | 日本最初のアスファルトフェイシングフィルダムである大津岐ダム（大津岐川）が完成する。                                             |
| 1968年 | 映画「黒部の太陽」が封切られる。出演者の合意事項で公開終了後に封印される。                                                       |
| 1968年 | 飛騨川バス転落事故。中部電力、救助活動援護の為上麻生ダム（飛騨川）の洪水放流を断続的に停止する。                                 |
| 1971年 | 電源開発、吉野川中流に計画していた小歩危ダム計画を中止する。                                                                     |
| 1971年 | 宮ヶ瀬ダム（中津川）・徳山ダム（揖斐川）の実施計画調査が開始される。                                                             |
| 1972年 | 島地川ダム（島地川）、世界初のRCD工法による建設が開始される（～1981年に完成する）。                                              |
| 1972年 | 第1次田中角栄内閣、利根川に計画されていた日本最大の多目的ダム・「沼田ダム計画」を白紙撤回する。                                  |
| 1973年 | 水源地域対策特別措置法（水特法）施行。水没地域補償対策等に関する法整備が整う。                                                   |
| 1974年 | 荒川水系、水資源開発促進法に基づく水資源開発水系に指定される。                                                                   |
| 1974年 | 内の倉ダム（内の倉川）完成。以後日本では中空重力式コンクリートダムが建設されなくなる。                                           |
| 1974年 | 阿武川ダム（阿武川）完成。以後日本では重力式アーチダムが建設されなくなる。                                                       |
| 1974年 | 日本ダム協会が財団法人化される。                                                                                                 |
| 1974年 | 関西電力、当時日本最大級の揚水発電所・奥多々良木発電所（多々良木ダム・黒川ダム）を完成させる。                                   |
| 1975年 | 早明浦ダム（吉野川）が完成。四国四県の水がめが誕生、池田ダム・香川用水も完成する。                                               |
| 1976年 | 船明ダム（天竜川）が完成、天竜川電源開発事業が完了する。                                                                         |
| 1976年 | 河川管理施設等構造令制定。多目的ダム・治水ダムについても「堤高15メートル以上」がダムと規定され、日本におけるダムの基準が定まる。 |
| 1978年 | 福岡市大渇水（福岡沙漠）。江川ダム（小石原川）、南畑ダム・脊振ダム（那珂川）枯渇により287日間の給水制限実施。                    |
| 1978年 | 農林省、農林水産省に改組される。                                                                                                 |
| 1979年 | 東京電力、新高瀬川発電所を完成させる。上池の高瀬ダム（高瀬川）はロックフィルダムとして日本一の規模を誇る。                       |
| 1981年 | 御所ダム（雫石川）が完成、北上川総合開発事業が完了する。                                                                         |
| 1982年 | 都道府県出資でダム事業の技術支援や技術者育成を目的とし、財団法人ダム技術センターが設立される。                                   |
| 1985年 | 犀川・笹平ダム湖スキーバス転落事故。25名死亡の大惨事。                                                                           |
| 1988年 | 小規模生活貯水池事業開始。地域密着型小規模利水・治水ダム建設に対する国庫補助が行われる。                                         |
| 1988年 | ダム管理、環境調査、水源地域振興などを目的とし、財団法人ダム水源地環境整備センターが設立される。                                 |
| 1988年 | 浅瀬石川ダム（浅瀬石川）完成に伴い、日本初の多目的ダム・沖浦ダムが水没する。                                                     |
| 1989年 | 中部電力、塩郷ダム（大井川）水利権を静岡県に一部返還。28年振りに大井川の流水が復活する。                                         |
| 1990年 | 雪対策ダム事業の一環として、消流雪用水がダム事業の目的として新たに定められる。                                                   |
| 1990年 | 豊川水系、水資源開発促進法に基づく水資源開発水系に指定される。最後の水資源開発水系指定。                                         |
| 1991年 | 出し平ダム（黒部川）、貯水池からの排砂実験を日本で初めて実施。                                                                   |
| 1993年 | 玉川ダム（玉川）を中心とした「玉川水質中和事業」が稼動。                                                                         |
| 1994年 | 長良川河口堰（長良川）が完成する。                                                                                               |
| 1994年 | 建設省、「地域に開かれたダム」の方針を発表。国・公団直轄ダム施設の一般への積極開放促進を図る。                                   |
| 1994年 | 茨城県営の竜神ダム（竜神川）湖上に竜神大吊橋が完成。歩道専用吊り橋としては当時日本一。                                           |
| 1995年 | 八汐ダム（鍋有沢川）が完成する。アスファルトフェイシングフィルダムとしては世界一の堤高を誇る。                                   |
| 1996年 | 細川内ダム建設事業（那賀川）、木頭村の反対で計画が事実上中止となる。以後、大規模ダム事業の中止が急増する。                       |
| 1996年 | 東京電力、尾瀬の水利権延長申請を断念。尾瀬原ダムを中心とする「尾瀬分水案」、76年目にして消滅する。                               |
| 1997年 | 「公共工事コスト縮減対策に関する行動指針」策定。ダム等公共事業全体にコスト削減が要求される。                                     |
| 1999年 | 吉野川可動堰の可否を巡る住民投票が徳島市で実施。反対得票率90％以上となり徳島市、可動堰建設反対に転じる。                         |
| 1999年 | 呉市水道局管理の本庄ダム（二河川）、現役で稼動する水道施設としては初となる国の重要文化財に指定される。                           |
| 2000年 | 首都圏最大の多目的ダム、宮ヶ瀬ダム（中津川）が完成する。                                                                         |
| 2000年 | 富郷ダム（銅山川）が完成、吉野川総合開発事業が完了する。                                                                         |
| 2001年 | 中央省庁再編により建設省、運輸省・北海道開発庁・国土庁と合併し国土交通省が発足。                                                 |
| 2001年 | 長野県の田中康夫知事、県議会で「脱ダム宣言」を発表。信濃川・天竜川水系の県営ダム事業計画を一斉に中止する。                       |
| 2002年 | 第1次小泉内閣、「骨太の方針」に従い公共事業総点検を開始。10年以上事業が進捗していないダム事業の多くが計画中止・休止となる。      |
| 2002年 | 熊本県の潮谷義子知事、県営荒瀬ダム（球磨川）を水利権失効後に解体・撤去する方針を表明。                                           |
| 2002年 | 小牧ダム（庄川）、発電用ダムとしては初めて国の登録有形文化財に登録される。                                                       |
| 2003年 | 水資源開発公団、独立行政法人水資源機構に改組・発足。                                                                             |
| 2003年 | 東京電力管理の丸沼ダム（片品川）、現役で稼動する発電用ダムとしては初となる国の重要文化財に指定される。                           |
| 2003年 | 電源開発株式会社、民営化が決定（翌年民営化、東証一部に株式公開）。                                                               |
| 2004年 | 平成16年7月福井豪雨。建設凍結中の足羽川ダム（足羽川）建設再開要望が高まる（2006年建設再開）。                                    |
| 2004年 | 新潟県中越地震により妙見堰（信濃川）が損壊。                                                                                     |
| 2005年 | 億首ダム（億首川）、世界初の台形CSGダムとして建設が開始される。                                                                  |
| 2005年 | 全国的な渇水で各地のダムが枯渇。早明浦ダムの貯水率が0％となり連日報道される。                                                    |
| 2005年 | 大阪高裁、永源寺第二ダム（愛知川）訴訟控訴審で「ダム建設違法」の判決を下す。                                                     |
| 2005年 | （財）ダム水源地環境整備センター、全国の各地方自治体より推薦のあったダム湖の内65湖沼をダム湖百選に認定する。                     |
| 2006年 | 東京電力、日本最大の揚水発電所・神流川発電所（南相木ダム・上野ダム）の本格的営業運転を開始させる。                               |
| 2006年 | 日本最初の重力式コンクリートダムである布引五本松ダムが「布引水源地水道施設」の一部として国の重要文化財に指定される。             |
| 2006年 | 滋賀県の嘉田由紀子知事、知事就任時の所信表明で新幹線新駅・産廃処理場建設と並びダム事業の凍結を表明する。                         |
| 2006年 | 長野県知事選挙で田中康夫を破り当選した村井仁知事、「脱ダム宣言」の見直しを表明する。                                             |
| 2006年 | 日本唯一の五連式マルチプルアーチダムである豊稔池ダムが国の重要文化財に指定される。                                               |
| 2006年 | 中国電力・土用ダム（土用川）でダム計測データ改ざん発覚。以後全国各地の電力会社管理ダムでデータ改ざんが多数露見する。             |
| 2007年 | 嘉田滋賀県知事、ダム事業凍結を事実上撤回。県営ダム事業再開を発表する。                                                           |
| 2007年 | 東京電力・塩原発電所、八汐ダム（鍋有沢川）データ改ざんによる河川法違反で流水占用許可取り消し処分。発電所は運用停止。             |
| 2008年 | 日本最大の多目的ダム、徳山ダム（揖斐川）が完成。                                                                                 |
| 2008年 | 熊本県の蒲島郁夫知事、荒瀬ダムの撤去方針を撤回。事業を凍結する。                                                                 |
| 2008年 | 岩手・宮城内陸地震で石淵ダム（胆沢川）の堤体が損傷、荒砥沢ダム（二迫川）が山体崩壊による大量の土砂で貯水池の一部が埋没する。     |
| 2008年 | 川辺川ダム（川辺川）、熊本県・人吉市・相良村の反対表明により計画が大幅に見直される。                                             |
| 2009年 | JR東日本・信濃川発電所、宮中取水ダム違法取水による河川法違反で流水占用許可取り消し処分。発電所は運用停止。                       |